# Assadmeer
Het Assadmeer (Arabisch: بحيرة الأسد Buhayrat al-Assad) is een stuwmeer in de Eufraat in het Ar-Raqqah gouvernement in Syrië.
Het meer ontstond in 1974 toen de Tabqadam gesloten werd. Het Assadmeer is het grootste meer van Syrië met een maximale capaciteit van 11,7 km³ en een oppervlak van 610 km². Water uit het meer wordt via een wijdvertakt systeem van irrigatiekanalen gebruikt voor het bevloeien van akkers aan beide zijden van de Eufraat. Daarnaast betrekt Aleppo drinkwater uit het meer en bestaat er een visindustrie. De oevers van het meer hebben zich tot belangrijke natuurgebieden ontwikkeld.

## Belangrijke plaatsen en bezienswaardigheden
- Dibsi Faraj (opgraving, onder water)
- Emar (oude nederzetting)
- Mureybet (archeologische opgraving, onder water)
- Qal'at Ja'bar (kasteel)
- Qal'at Najm (kasteel)
- Sweyhat (archeologische opgraving)
- Tell Fray (archeologische opgraving)